# Clavileño

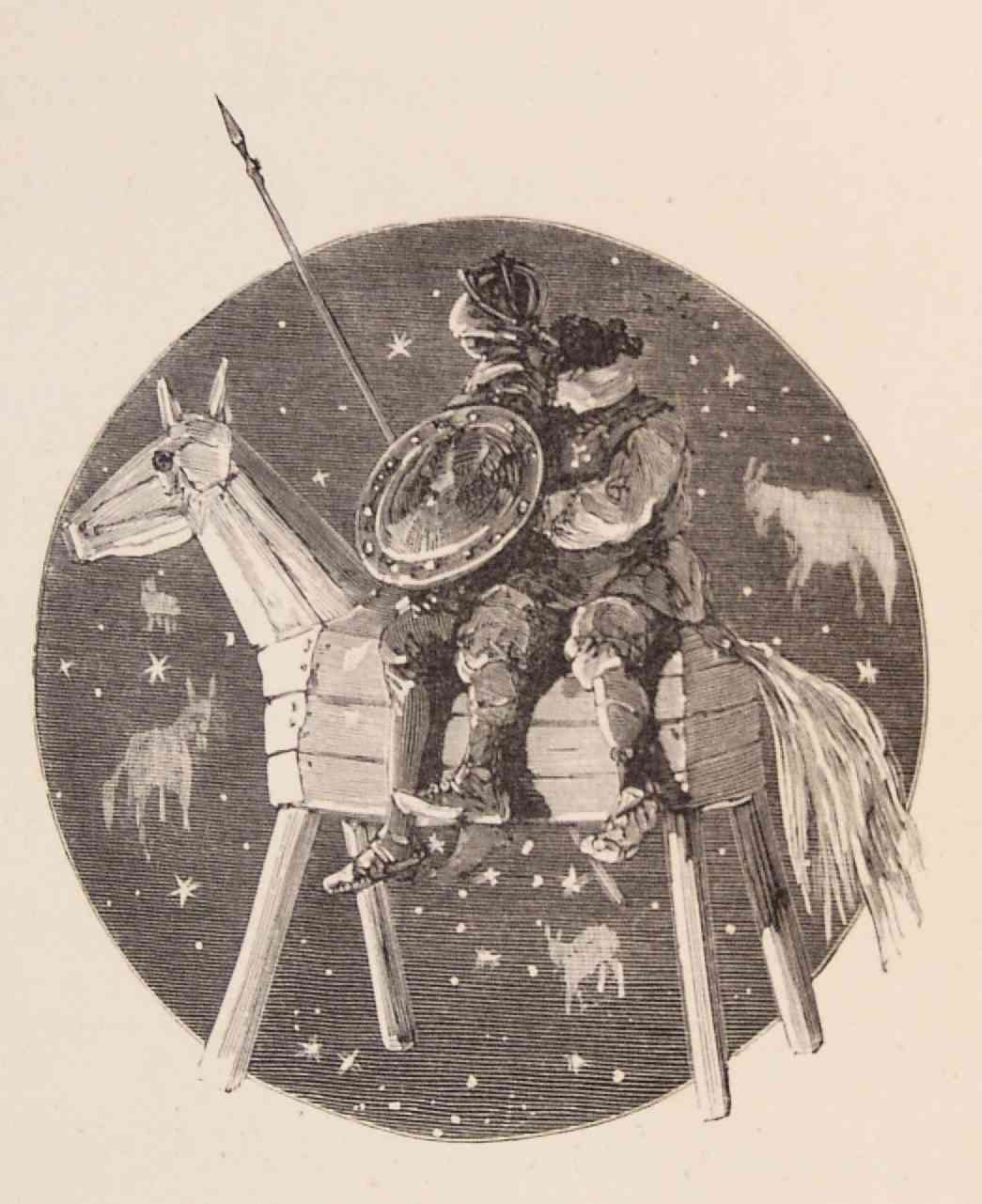
Don Quijote y Sancho "volando" con Clavileño (Ricardo Balaca,).

Clavileño es el nombre del caballo de madera con el que unos duques gastan una broma a Don Quijote y Sancho Panza en la segunda parte, capítulos XL y XLI de la novela de Miguel de Cervantes.
Clavileño el Alígero, como su nombre y apodo indican, es una estructura de madera en forma de caballo con una clavija en la cabeza con la que se controlan sus movimientos, que les es presentada a los burlados como un ser capaz de volar con ligereza hasta los cielos.
La Dueña Dolorida (la Condesa Trifaldi) les asegura que sólo si Don Quijote y Sancho cabalgan por el firmamento a lomos de Clavileño podrán quedar libres ella misma y otras doncellas del crecimiento de las espesas barbas que las aqueja por causa de un encantamiento. Cuando el encantador Malambruno envía la máquina, Sancho, aterrorizado, se niega pero por fin acepta con reticencia. Ambos montan en la grupa del caballo con los ojos vendados y una serie de movimientos y trucos les hacen creer que en realidad están volando.

## Revista "Clavileño"
Clavileño fue el nombre elegido para el título de la revista de la Asociación Internacional de Hispanismo (1950-1957).

## En otras obras
Clavileño figura como la cabalgadura que el personaje Valentina, monta en "Señor de las máscaras", una novela Steampunk escrita por el autor mexicano Pedro Paunero
Clavileño es coprotagonista del libro de lectura "Senda 5" de la editorial Grupo Santillana, publicado en 1982 y dirigido alumnos de ciclo medio de EGB.